# Persone di nome Cristian
| Questa pagina contiene informazioni ricavate automaticamente dalle voci biografiche con l'ausilio del template Bio e di un bot. L'aggiornamento è periodico e automatico e ricostruisce completamente la pagina. Se manca una persona in questa lista, sei pregato di non aggiungerla, ma accertati piuttosto che la sua voce biografica contenga il template Bio e che i dati anagrafici siano correttamente compilati. Se il template Bio manca, inseriscilo tu stesso o, in alternativa, metti l'avviso {{tmp\|Bio}} che ne segnala la mancanza. Se i dati riportati sono sbagliati, correggi direttamente la voce biografica; le modifiche saranno visibili in questa lista entro pochi giorni. Per chiarimenti vedi il progetto antroponimi. La lista contiene solo le 257 persone che sono citate nell'enciclopedia e per le quali è stato implementato correttamente il template Bio. Pagina aggiornata al 22 giu 2025. |

Questa è una lista di persone presenti nell'enciclopedia che hanno il nome Cristian, suddivise per attività principale.

## Allenatori di calcio(21)
- Cristian Agnelli, allenatore di calcio e ex calciatore italiano (Foggia, n. 1985)
- Cristian Bucchi, allenatore di calcio e ex calciatore italiano (Roma, n. 1977)
- Cristian Chivu, allenatore di calcio e ex calciatore rumeno (Reșița, n. 1980)
- Cristian Dulca, allenatore di calcio e ex calciatore rumeno (Cluj-Napoca, n. 1972)
- Cristian Fabbiani, allenatore di calcio e ex calciatore argentino (Ciudad Evita, n. 1983)
- Cristian Fiél, allenatore di calcio e ex calciatore tedesco (Esslingen am Neckar, n. 1980)
- Kily González, allenatore di calcio, dirigente sportivo e ex calciatore argentino (Rosario, n. 1974)
- Cristian Grabinski, allenatore di calcio e ex calciatore argentino (Llavallol, n. 1980)
- Cristian La Grottería, allenatore di calcio, dirigente sportivo e ex calciatore argentino (La Plata, n. 1974)
- Cristian Raúl Ledesma, allenatore di calcio e ex calciatore argentino (San Isidro, n. 1978)
- Cristian Daniel Ledesma, allenatore di calcio e ex calciatore argentino (Buenos Aires, n. 1982)
- Cristian Oviedo, allenatore di calcio e ex calciatore costaricano (Alajuela, n. 1978)
- Cristian Paulucci, allenatore di calcio, dirigente sportivo e ex calciatore argentino (Noetinger, n. 1973)
- Cristian Pellerano, allenatore di calcio e ex calciatore argentino (Buenos Aires, n. 1982)
- Cristian Piarrou, allenatore di calcio e ex calciatore argentino (La Plata, n. 1988)
- Cristian Polidori, allenatore di calcio e ex calciatore italiano (Ravenna, n. 1969)
- Cristian Raimondi, allenatore di calcio e ex calciatore italiano (San Giovanni Bianco, n. 1981)
- Cristian Stellini, allenatore di calcio e ex calciatore italiano (Cuggiono, n. 1974)
- Cristian Todea, allenatore di calcio e ex calciatore romeno (Arad, n. 1978)
- Cristian Tula, allenatore di calcio e ex calciatore argentino (Rawson, n. 1978)
- Cristian Zenoni, allenatore di calcio e ex calciatore italiano (Trescore Balneario, n. 1977)

## Allenatori di calcio a 5(1)
- Cristian Busato, allenatore di calcio a 5 e ex giocatore di calcio a 5 italiano (Siena, n. 1976)

## Allenatori di tennis(1)
- Cristian Brandi, allenatore di tennis e ex tennista italiano (Brindisi, n. 1970)

## Antropologi(1)
- Christian Rätsch, antropologo e scrittore tedesco (Amburgo, n. 1957 - † 2022)

## Arbitri di calcio(1)
- Cristian Zanzi, ex arbitro di calcio italiano (Lugo di Romagna, n. 1972)

## Arrampicatori(1)
- Cristian Brenna, arrampicatore e alpinista italiano (Bollate, n. 1970 - Monte Biaina, † 2025)

## Artisti(1)
- Cristian Chironi, artista italiano (Nuoro, n. 1974)

## Artisti marziali misti(1)
- Cristian Binda, artista marziale misto italiano (Erba, n. 1977)

## Bobbisti(1)
- Cristian La Grassa, ex bobbista italiano (Palermo, n. 1974)

## Canoisti(1)
- Cristian Toro, canoista spagnolo (La Asunción, n. 1992)

## Cantanti(3)
- Cris Cab, cantante statunitense (Miami, n. 1993)
- Cristian Machado, cantante brasiliano (Rio de Janeiro, n. 1974)
- Cristian Castro, cantante e attore messicano (Città del Messico, n. 1974)

## Cantautori(2)
- Bugo, cantautore italiano (Rho, n. 1973)
- Cristian Mini, cantautore e attore italiano (Forlì, n. 1972)

## Cestisti(4)
- Cristian Arias, ex cestista dominicano (Santo Domingo, n. 1981)
- Cristian Mayer, ex cestista e dirigente sportivo italiano (Jesolo, n. 1972)
- Cristian Popescu, ex cestista rumeno (Bucarest, n. 1937)
- Cristian Rodas, ex cestista paraguaiano (Edelira, n. 1989)

## Ciclisti su strada(4)
- Cristian Gasperoni, ex ciclista su strada italiano (Lugo di Romagna, n. 1970)
- Cristian Moreni, ex ciclista su strada italiano (Asola, n. 1972)
- Cristian Camilo Muñoz, ciclista su strada colombiano (Ventaquemada, n. 1996)
- Cristian Salvato, ex ciclista su strada italiano (Campo San Martino, n. 1971)

## Ciclocrossisti(1)
- Cristian Cominelli, ciclocrossista e mountain biker italiano (Breno, n. 1988)

## Compositori(1)
- Cristian Carrara, compositore e politico italiano (Pordenone, n. 1977)

## Direttori d'orchestra(1)
- Christian Frattima, direttore d'orchestra, direttore di coro e direttore artistico italiano (Paola, n. 1984)

## Dirigenti sportivi(1)
- Cristian Molinaro, dirigente sportivo e ex calciatore italiano (Vallo della Lucania, n. 1983)

## Fondisti(2)
- Cristian Saracco, ex fondista italiano (Torino, n. 1976)
- Cristian Zorzi, ex fondista italiano (Cavalese, n. 1972)

## Giocatori di calcio a 5(5)
- Cristian Borruto, giocatore di calcio a 5 argentino (Avellaneda, n. 1987)
- Cristian Bresciani, ex giocatore di calcio a 5 argentino (Rosario, n. 1977)
- Cristian Domínguez, ex giocatore di calcio a 5 spagnolo (Fuenlabrada, n. 1982)
- Cristian Rizzo, giocatore di calcio a 5 italiano (Siracusa, n. 1991)
- Cristian Aparicio Gómez, giocatore di calcio a 5 spagnolo (Cadice, n. 1996)

## Marciatori(1)
- Andrés Chocho, marciatore ecuadoriano (Cuenca, n. 1983)

## Multiplisti(1)
- Cristian Gasparro, multiplista italiano (Eboli, n. 1974)

## Pallamanisti(2)
- Cristian Gațu, ex pallamanista e dirigente sportivo rumeno (Bucarest, n. 1945)
- Cristian Malmagro, ex pallamanista spagnolo (Granollers, n. 1983)

## Pallavolisti(4)
- Cristian Casoli, pallavolista italiano (Varese, n. 1975)
- Cristian Encarnación, pallavolista e giocatore di beach volley portoricano (n. 1993)
- Cristian Poglajen, pallavolista argentino (Rafael Castillo, n. 1989)
- Cristian Savani, ex pallavolista italiano (Castiglione delle Stiviere, n. 1982)

## Personaggi televisivi(1)
- Cristian Cocco, personaggio televisivo, comico e attore italiano (Oristano, n. 1971)

## Piloti motociclistici(1)
- Cristian Beggi, pilota motociclistico italiano (Scandiano, n. 1978)

## Politici(7)
- Cristian David, politico rumeno (Bucarest, n. 1967)
- Cristian Diaconescu, politico rumeno (Bucarest, n. 1959)
- Cristian Dumitrescu, politico rumeno (Bucarest, n. 1955)
- Cristian Iannuzzi, politico italiano (Latina, n. 1973)
- Cristian Invernizzi, politico italiano (Treviglio, n. 1977)
- Cristian Preda, politico e docente rumeno (Bucarest, n. 1966)
- Cristian Romaniello, politico e psicologo italiano (Novi Ligure, n. 1988)

## Pugili(1)
- Cristian Sanavia, ex pugile italiano (Piove di Sacco, n. 1975)

## Registi(2)
- Cristian Biondani, regista televisivo italiano (Verona, n. 1976)
- Cristian Mungiu, regista, sceneggiatore e produttore cinematografico romeno (Iași, n. 1968)

## Rugbisti a 15(5)
- Cristian Bezzi, ex rugbista a 15 e allenatore di rugby a 15 italiano (Reggio Emilia, n. 1975)
- Cristian Prestera, rugbista a 15 e allenatore di rugby a 15 argentino (Rosario, n. 1973)
- Cristian Săuan, ex rugbista a 15 rumeno (Cluj-Napoca, n. 1974)
- Cristian Stoian, rugbista a 15 italiano (Chișinău, n. 1999)
- Cristian Stoica, ex rugbista a 15 italiano (Bucarest, n. 1976)

## Sciatori alpini(2)
- Cristian Deville, ex sciatore alpino italiano (Cavalese, n. 1981)
- Cristian Javier Simari Birkner, sciatore alpino argentino (San Carlos de Bariloche, n. 1980)

## Scrittori(1)
- Cristian Teodorescu, scrittore romeno (Bucarest, n. 1966)

## Tennisti(2)
- Cristian Garín, tennista cileno (Santiago del Cile, n. 1996)
- Cristian Rodríguez, tennista colombiano (Bogotà, n. 1990)

## Triplisti(1)
- Cristian Nápoles, triplista cubano (Marianao, n. 1998)